# (2460) Mitlincoln
(2460) Mitlincoln (1980 TX4; 1931 EK; 1941 BG; 1951 AL1; 1952 MM; 1960 XA; 1970 SB1; 1970 WO; 1972 HC; 1973 QP; 1975 EG; 1980 RR4; 1980 TW3) ist ein ungefähr neun Kilometer großer Asteroid des inneren Hauptgürtels, der am 2. November 1975 von den US-amerikanischen Astronomen Laurence G. Taff und Dave E. Beatty am New Mexico Tech Remote Observatory (damals: Joint Obs. for cometary research, Socorro) in der Nähe von Socorro, New Mexico (IAU-Code 702) entdeckt wurde.

## Benennung
(2460) Mitlincoln wurde nach dem Massachusetts Institute of Technology (MIT) und dem Lincoln Near Earth Asteroid Research (Lincoln-Institut zur Erforschung erdnaher Asteroiden) benannt.